# City Tower
City Tower v Praze na Pankráci je druhá nejvyšší budova v Česku a nejvyšší budova v Praze. Stojí na Pankrácké pláni v městské části Praha 4 nedaleko stanice metra Pankrác. Budova má 27 nadzemních a 3 podzemní podlaží a na výšku měří 109 metrů; většinu prostor zaujímají kanceláře.

## Historie

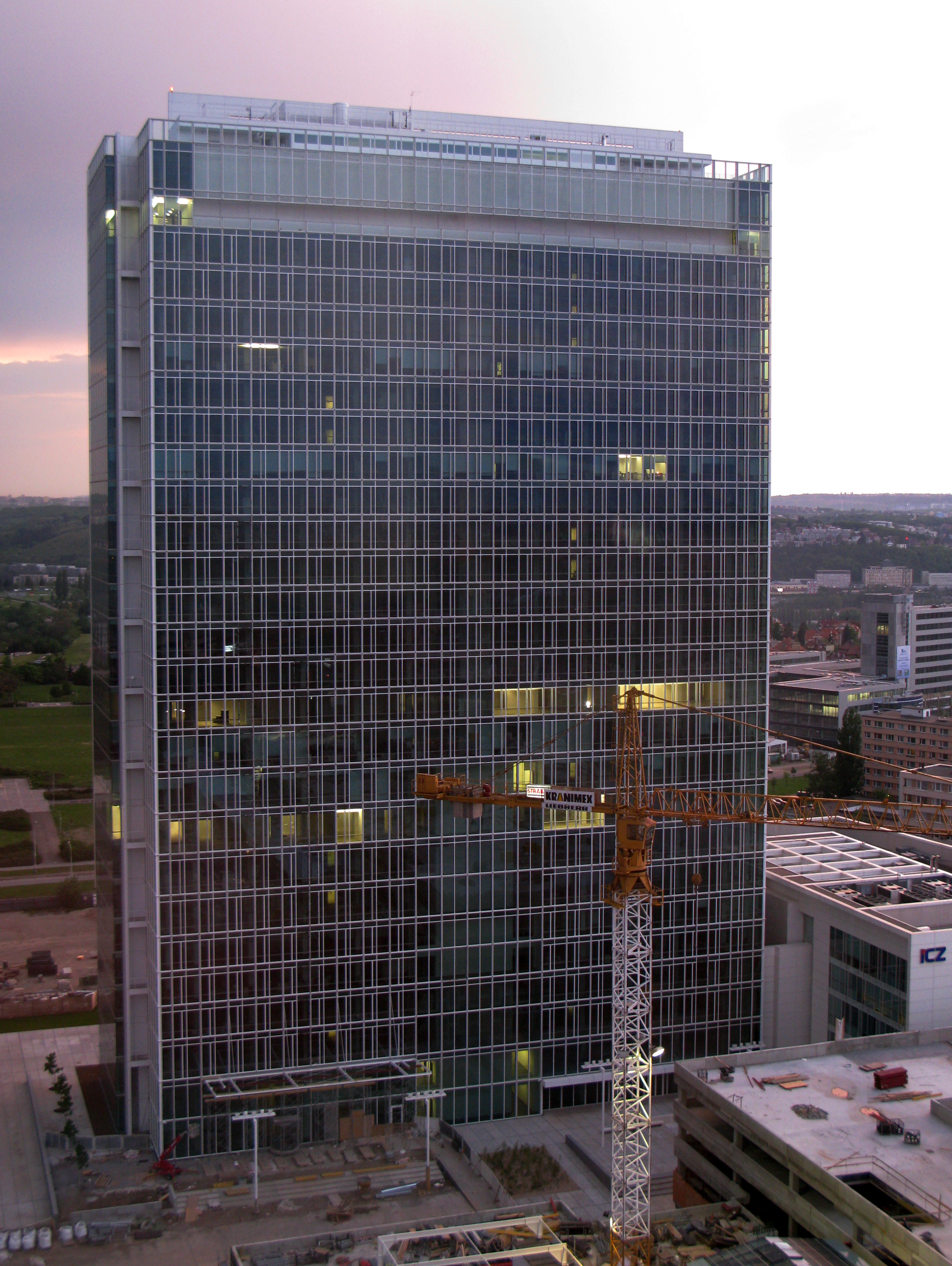
Budova City Tower v roce 2008 krátce před dokončením. Pohled ze sousední budovy City Empiria.

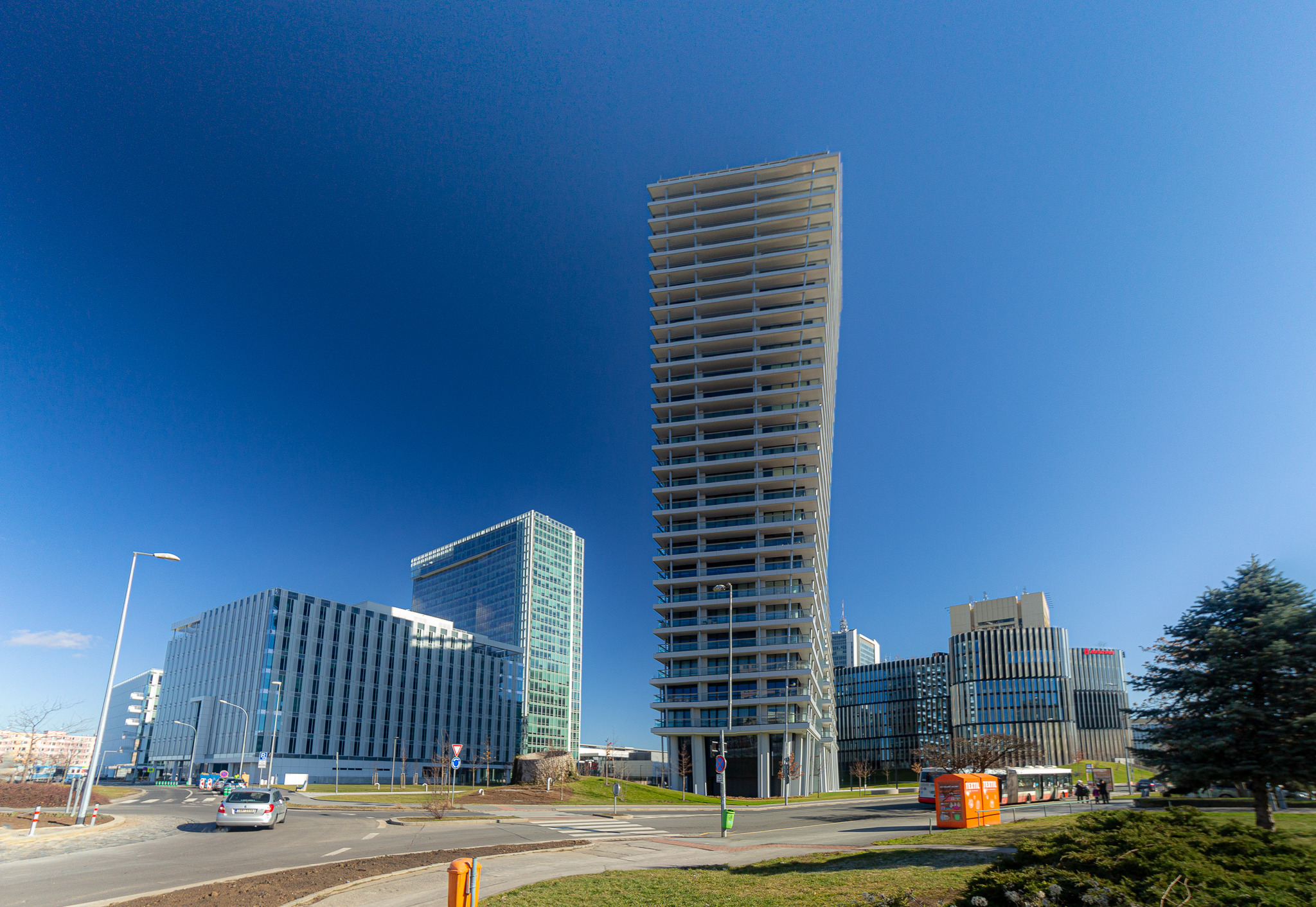
Pankrácká pláň (Kavčí hory) s budovami V Tower, City Tower je v pozadí za nízkou budovou City Green Court, vpravo budova Main Point.

### Výstavba

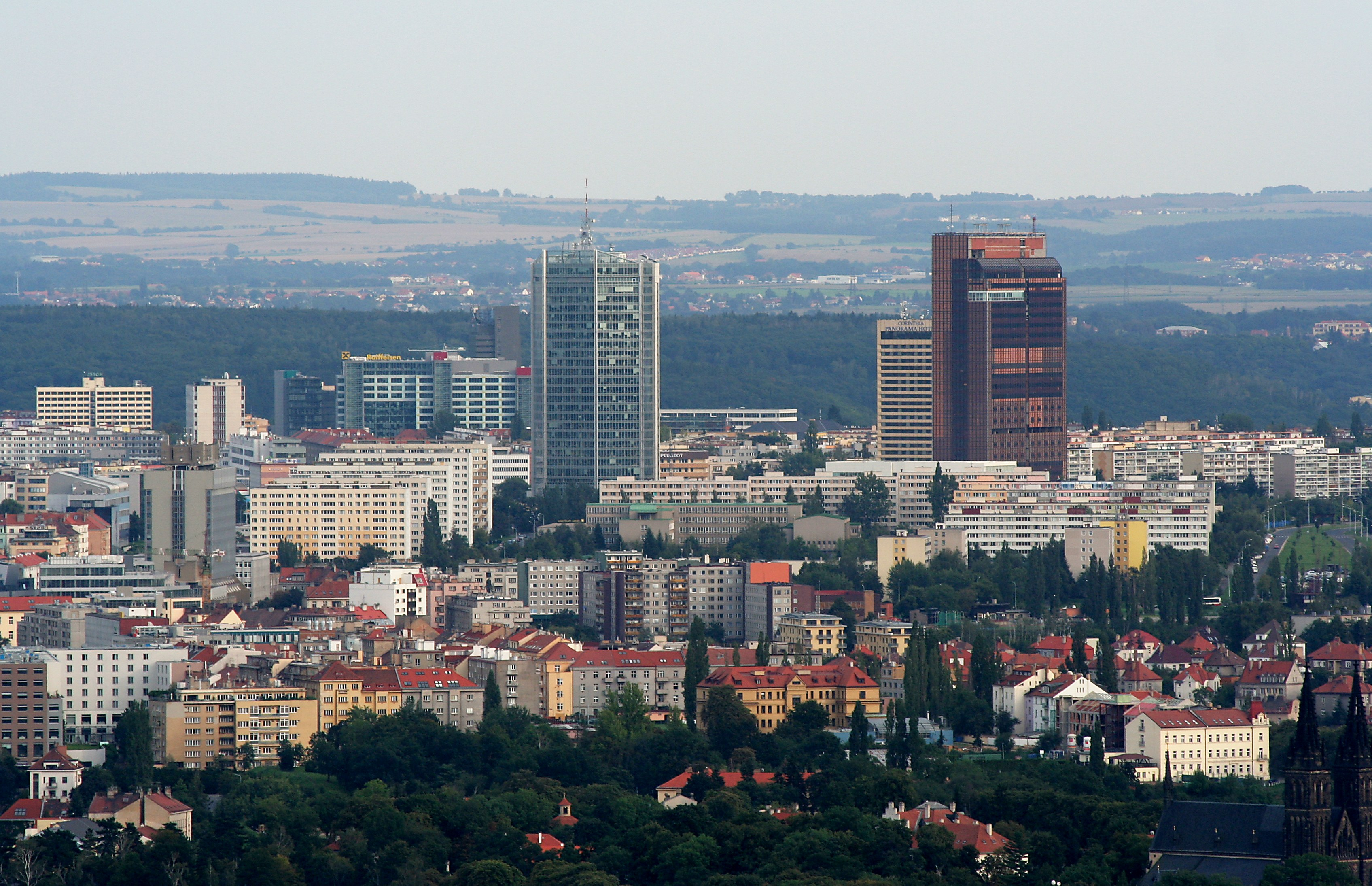
City Tower (vpravo) v roce 2005, před zahájením rekonstrukce

Stavba budovy jako zamýšleného sídla Československého rozhlasu byla zahájena v roce 1983 firmou Spojprojekt pod vedením architekta Františka Šmolíka. V roce 1993 byla budova téměř dokončena, avšak pro nově vzniklý Český rozhlas byla příliš veliká, navíc technologicky zastaralá a obsahovala materiály s velkou koncentrací azbestu, proto se Český rozhlas rozhodl budovu prodat. 
V roce 1996 podepsal smlouvu se společností NIKO, která za budovu nabídla 1 miliardu Kč. Společnost však ve stanoveném termínu nezaplatila kupní cenu a budova se tak vrátila zpět Českému rozhlasu. 
Stejný scénář se opakoval později se singapurskou společností Wells Holding a cenou 550 milionů Kč. 
Nakonec byla budova s odhadovanou rozlohou pronajímatelné plochy 49 000 m² úspěšně prodána až v roce 2000 společnosti ECM Real Estate Investments za 285 milionů Kč.

### Přestavba
Po dlouhých letech příprav byla v roce 2005 zahájena radikální přestavba, která byla dokončena v roce 2008, po 25 letech od zahájení původní stavby. V této souvislosti byl zbořen nevyhovující objekt hudební výroby na východ od výškové budovy a na severní straně byl postaven nový objekt nazvaný City Point. Na nové podobě budovy se podílel americký architekt Richard Meier z tzv. „Newyorské pětky“ ve spolupráci s Václavem Aulickým. Budova dostala nový název „City Tower“ a nabídla 44 000 m² kancelářských ploch k pronájmu. Největším nájemcem se stala Raiffeisenbank, která obsadila 10 pater budovy. Richard Meier se později podílel také na výstavbě sousední kancelářské budovy City Green Court.
Na rekonstrukci bylo použito přes 2300 tun nových ocelových konstrukcí. Fasádu tvoří 30 500 m² skleněných tabulí. V podzemních patrech vzniklo 800 parkovacích míst. V budově je celkem 18 výtahů. Výtahy dosahují rychlosti 6 m/s a oficiální stránka prohlašuje, že jsou to nejrychlejší výtahy v Česku.
Ve 27. patře se nachází nejvýše položená restaurace v Česku, ta od roku 2013 opakovaně získala ocenění Michelinského průvodce v kategorii „Bib Gourmand“ (dobré jídlo za slušnou cenu). Koncem roku 2023 však restaurace ukončila provoz.
V roce 2009 společnost ECM budovu City Tower s udávanou hodnotou 130 milionů eur (asi 3,3 miliardy korun) prodala firmě Marpona za 52 milionů eur (1,3 mld. korun); podle jiného zdroje za plných 130 milionů eur.
V červenci 2012 společnost Marpona prodala stavbu firmě Consideratio, která patří přes společnost Fintop do holdingu Proxy-Finance. Prodejní cena nebyla zveřejněna.